# Ayush-Ochir Sugarmaa
Ayush-Ochir Sugarmaa, né le 2 mars 1999, est un coureur cycliste mongol.

## Biographie
En 2017, Ayush-Ochir Sugarmaa est champion de Mongolie et quatrième du championnat d'Asie du contre-la-montre chez les juniors (moins de 19 ans). En 2019, il termine troisième de la course en ligne et du contre-la-montre aux championnats de Mongolie, dans la catégorie espoirs (moins de 23 ans). Il se classe également quatrième du contre-la-montre par équipes aux championnats d'Asie, avec la sélection mongole. 
En 2020, il devient double champion de Mongolie espoirs, dans la course en ligne et le contre-la-montre.

## Palmarès et résultats

### Palmarès par année
- 2017
  -  Champion de Mongolie du contre-la-montre juniors
- 2018
  - Tour de Mongolie
- 2019
  - 3e du championnat de Mongolie sur route espoirs
  - 3e du championnat de Mongolie du contre-la-montre espoirs
- 2020
  -  Champion de Mongolie sur route espoirs
  -  Champion de Mongolie du contre-la-montre espoirs
- 2021
  -  Champion de Mongolie du contre-la-montre espoirs

### Classements mondiaux
| Année                                 | 2018  | 2019  | 2020 | 2021  |
| ------------------------------------- | ----- | ----- | ---- | ----- |
| Classement mondial                    | 2216e | 1406e | 487e | 1319e |
| UCI Asia Tour                         | 417e  | 100e  | 11e  | 57e   |
|                                       |       |       |      |       |
| Légende : nc = non classéSource : UCI |       |       |      |       |